# Malapterurus
Malapterurus is een geslacht van straalvinnige vissen uit de familie van de siddermeervallen (Malapteruridae).

## Soorten
- Malapterurus beninensis Murray, 1855
- Malapterurus barbatus Norris, 2002
- Malapterurus cavalliensis Roberts, 2000
- Malapterurus electricus Gmelin, 1789
- Malapterurus leonensis Roberts, 2000
- Malapterurus monsembeensis Roberts, 2000
- Malapterurus minjiriya Sagua, 1987
- Malapterurus melanochir Norris, 2002
- Malapterurus microstoma Poll & Gosse, 1969
- Malapterurus oguensis Sauvage, 1879
- Malapterurus occidentalis Norris, 2002
- Malapterurus punctatus Norris, 2002
- Malapterurus shirensis Roberts, 2000
- Malapterurus stiassnyae Norris, 2002
- Malapterurus tanoensis Roberts, 2000
- Malapterurus tanganyikaensis Roberts, 2000
- Malapterurus thysi Norris, 2002
- Malapterurus teugelsi Norris, 2002